# Hana Kofránková
Hana Kofránková (* 5. ledna 1949 Valašské Meziříčí) je česká režisérka a pedagožka.

## Život
Vystudovala český jazyk a estetiku na FFUK a dramaturgii na DAMU. Působí hlavně jako režisérka rozhlasových her nebo rozhlasového čtení na pokračování. Načetla také Babičku Boženy Němcové v režii Aleše Vrzáka. Za režii rozhlasové inscenace hry Henrika Ibsena Heda Gablerová obdržela významné rozhlasové ocenění Prix Bohemia.

## Rozhlasová režie a četba (neúplné)
- 1989 Daniela Fischerová: Zapřený Albert, Český rozhlas, dramaturg: Josef Hlavnička, režie: Hana Kofránková, hráli: Eduard Cupák, Petr Hotmar, Marek Tomažič, Jiří Adamíra, Jorga Kotrbová, Svatopluk Beneš [2].
- 1991 Ingmar Bergman: Dobrá vůle (Den goda viljan) román inspirovaný životem Bergmannových rodičů Erika Bergmana a Karin Åkerblom[3] byl zpracován v Českém rozhlasu v roce 1993 jako dramatizovaná četba na pokračování, překlad a rozhlasová úprava: Zbyněk Černík, básně přeložila Eva Klimentová, hráli: Ladislav Mrkvička, Ivan Trojan, Lukáš Hlavica, Valérie Zawadská, Miroslav Moravec a Miroslav Vladyka.[4]
- 1992 Český rozhlas: Fernando de Rojas: Celestina. Tragikomedie o Kalistu a Melibeji, složená na pokárání pošetilých milenců. Přeložil Eduard Hodoušek. Dramatizace Jiří Kamen. Hudba Miroslav Kořínek. Dramaturgie Jarmila Konrádová. Režie Hana Kofránková. Osoby a obsazení: Kalisto (Ivan Řezáč), Melibea (Taťjana Medvecká), Celestina (Jiřina Jirásková), Parmeno (Martin Dejdar), Sempronio (Michal Pavlata), Areusa (Jana Paulová), Elicie (Simona Stašová), Tristan (Zdeněk Mahdal), Sosia (Lukáš Hlavica), Pleberio (Vlastimil Brodský), Lukrecie (Lenka Termerová), Centurio (Vlastimil Zavřel), Alisa (Drahomíra Fialková) a průvodce (Rudolf Pellar).[5]
- 1997 Leo Perutz: Noc pod Kamenným mostem. Osmidílná dramatizovaná četba na pokračování. Podle překladu Tomáše Kratěny zdramatizoval Rudolf Ráž, v režii Hany Kofránkové hráli: Eliška Balzerová, Josef Červinka, Stanislav Zindulka, Antonín Molčík, Václav Postránecký, Ilona Svobodová, Rudolf Pellar, Eva Horká, Petr Pelzer, Růžena Merunková, Veronika Tůmová, Michal Dlouhý, Vlastimil Zavřel, Vladimír Bejval, Miloš Hlavica, Jiří Hálek, Jan Medlík, Květoslava Straková, Ladislav Trojan, Bořivoj Navrátil, Jiří Langmajer a další.[6]
- 2001 Joseph Sheridan Le Fanu: Ten, který tě nespouští z očí. Přeložil a zdramatizoval Josef Hlavnička, hudba Petr Mandel, dramaturgie Jana Weberová, režie Hana Kofránková. Osoby a obsazení: Patrick O'Grady (Otakar Brousek), kapitán James Barton (Ladislav Frej), Patrik, právník, potomek OˇGradyho (Ivan Trojan), Generál Montague (Josef Somr), Macklin (Stanislav Fišer), Doktor Richards (Miloš Hlavica), George Norcott (Jiří Ornest), neznámý (Stanislav Oubram), Hawkins (David Novotný), Fiakrista (Steva Maršálek), hlas (Richard Honzovič) a Lady Rochdaleová (Věra Kubánková).[7]
- 2002 Virginia Woolfová: Nové šaty (The New Dress), 1924, povídka. Zpracováno v Českém rozhlasu v roce 2002, v překladu Zuzany Mayerové a v režii Hany Kofránkové četla Taťjana Medvecká[8]
- 2004 Marcel Schwob: Ruka slávy, překlad Bohuslav Reynek, dramatizace povídky, Český rozhlas, četli: Petra Špalková, Aleš Procházka, Radim vašinka a Jan Přeučil, režie: Hana Kofránková.
- 2005 Marco Polo: Milión. O záležitostech Tatarů a východních Indií, čtrnáctidílná četba na pokračování. Četli: Rudolf Pellar, Miroslav Středa, Pavel Soukup a Igor Bareš. Překlad: Miroslava Mattušová, režie: Hana Kofránková
- 2006 Klaus Mann: Bod obratu: Zpráva o jednom životě (Der Wendepunkt), zpracováno v Českém rozhlasu jako dvanáctidílná četba na pokračování. Podle překladu Anny Siebenscheinové připravil Miroslav Stuchl, v dramaturgii Petra Turka a v režii Hany Kofránkové četl Pavel Soukup.[9]
- 2007 Melita Denková: Pekelná hospoda, Český rozhlas, hudba Jiří Svěrák, dramaturgie Václava Ledvinková, režie Hana Kofránková. Hrají: Stanislav Zindulka, Ondřej Vetchý, Klára Sedláčková-Oltová, Jana Paulová, Martin Myšička, Barbora Hrzánová, Jiří Lábus, Miriam Kantorková, Tomáš Pergl, Jiří Litoš a Petr Šplíchal.[10]
- 2007 Daniela Fischerová: Cesta k pólu, příběh o hledání smyslu života na samém jeho konci. Hudba: Marko Ivanovič, dramaturgie: Martin Velíšek, režie: Hana Kofránková. Hrají: Jiřina Jirásková, Josef Somr, Viola Zinková, Bořivoj Navrátil, Vilma Cibulková, Zdeněk Hess, Miriam Kantorková, Hana Brothánková a Jan Polívka.[11]
- 2009 Jarmila Loukotková: Navzdory básník zpívá. Četbu připravila Hana Soukupová. Četla Hana Kofránková. Režie Lubomír Koníř. Český rozhlas České Budějovice.
- 2010 Daniela Fischerová: Nevděčné děti, Český rozhlas, dramaturg: Hynek Pekárek, režie: Hana Kofránková, hrají: Dana Syslová, Bořivoj Navrátil, Jitka Smutná, Lucie Pernetová, Kryštof Hádek, Magdaléna Borová, Klára Sedláčková-Oltová a Lukáš Hlavica [12].
- 2010 Arthur Conan Doyle: Pět pomerančových jadérek, překlkad Zora Wolfová, dramatizace Hynek Pekárek, hudba Tomáš Klár, dramaturg Martin Velíšek, režie: Hana Kofránková. Hráli: Viktor Preiss, Otakar Brousek starší, Martin Písařík, Jiří Köhler, Jan Novotný, Miroslav Táborský, Dalimil Klapka, Marie Štípková, Jan Kostroun, Ivan Dejmal, Tomáš Pergl, Petr Šplíchal, Jiří Suchý, Bedřich Švácha a Jiří Litoš.
- 2013 Daniela Fischerová: Vánoční akce, Český rozhlas, režie: Hana Kofránková, hraje: Stanislav Zindulka [13].
- 2015 Grace McCleen: Skvostná země, překlad Kateřina Novotná, rozhlasová dramatizace Marie Nováková, hudba Jiří Strohner, dramaturgie Zuzana Drtinová Vojtíšková, režie Hana Kofránková. Hráli: Viktorie Hrachovcová, Jan Hartl, Apolena Veldová, Miroslav Hanuš, Jan Vlasák, Matyáš Hlaváček, Jan Köhler, Anna Klusáková, Prokop Košař a Alžběta Volhejnová.
- 2016 Joyce Cary: Kopytem do hlavy, z dramatizace v Českém rozhlasu: desetidílnou četbu na pokračování z vlastního překladu připravil Jiří Josek, četl Jan Kanyza, režii měla Hana Kofránková.

## Další práce pro rozhlas
- Jakob Wassermann: Kašpar Hauser, zpracováno v Českém rozhlasu v roce 2006 jako dvanáctidílná četba na pokračování. Z překladu Evy Pilařové pro rozhlas připravil Stanislav Migda, v režii Aleše Vrzáka četli: Hana Kofránková, Petr Křiváček, Alfred Strejček a Kryštof Hádek.[14]